# Куррейнски имперски оркръг
Куррейнският (Електоралният рейнски) имперски окръг (на немски: Kurrheinische Reichskreis) е един от десетте имперски окръзи на Свещената Римска империя, образувани през началото на 16 век.
Образуван е през 1512 г. от немския крал и по-късен император Максимилиан I. Съществува до края на Свещената Римска империя през 1806 г.